# Еурибијад
Еурибијад (грч. Εὐρυβιάδης) био је спартански војсковођа, учесник Грчко-персијског рата.

## Биографија
Еурибијад је био син Еуриклида. Године 480. п. н. е. изабран је за команданта спартанске војске. Пелопонески савез био је заплашен јачањем атинске моћи. Еурибијад је једно време сарађивао са атинским војсковођом Темистоклем. Учествовао је у бици код Артемизија која се завршила поразом Грка. Заједно са Темистоклеом предводио је грчку војску у бици код Саламине која се завршила великом победом Грка. Након битке био је против Темистоклеовог предлога да се Персијанци гоне. По повратку у Спарту, овенчан је маслиновим венцем за заслуге у бици код Саламине. Слично признање добио је и Темистокле. 